# 金黄太阳石虫
金黄太阳石虫（学名：Heliolithium aureum）为星石虫科太阳石虫属的动物。分布于地中海以及中国南海等海域。